# ستاينر جيل
ستاينر جيل هو دبلوماسي نرويجي، ولد في 27 يناير 1943.